# Gałczyn
Gałczyn es un pueblo de Polonia, en Mazovia.  Se encuentra en el distrito (Gmina) de Glinojeck, perteneciente al condado (Powiat) de Ciechanów. Se encuentra aproximadamente a 5 km al suroeste de Glinojeck, 29 km al oeste de Ciechanów, y a 83 km  al noroeste de Varsovia. Su población es de 40 habitantes.
Entre 1975 y 1998 perteneció al voivodato de Ciechanów.